# اوتر لیک، کبک
اوتر لیک (به فرانسوی: Otter Lake) شهری در منطقه شهری پونتیاک ناحیه اوتاوه در استان کبک کانادا است. در سرشماری سال ۲۰۱۱ این شهر ۸۸۷ نفر جمعیت داشته‌است و مساحت آن ۴۹۶٫۲۱ کیلومتر مربع است.